# Città di Doncaster
Doncaster è un borgo metropolitano del South Yorkshire, Inghilterra, Regno Unito, con sede nel nucleo urbano omonimo. Il sindaco è eletto direttamente dai cittadini.
Il distretto fu creato con il Local Government Act 1972, il 1º aprile 1974 dalla fusione del precedente county borough di Doncaster con i distretti urbani di Adwick le Street, Bentley with Arksey, Conisborough, Mexborough e Tickhill, con il distretto rurale di Doncaster, parte del distretto rurale di Thorne, del distretto rurale di East Retford e del distretto rurale di Worksop. La regina Elisabetta II gli conferì il titolo di città nel 2022.

## Località e parrocchie
Le località del distretto includono:
- Adwick le Street
- Arksey
- Armthorpe
- Askern
- Auckley
- Austerfield
- Balby
- Barnburgh
- Barnby Dun
- Bawtry
- Belle Vue
- Bentley
- Bessacarr
- Blaxton
- Braithwaite
- Braithwell
- Branton (South Yorkshire)
- Brodsworth
- Burghwallis
- Cadeby
- Campsall
- Cantley
- Carcroft
- Clayton
- Clifton
- Conisbrough
- Cusworth
- Denaby
- Dunscroft
- Dunsville
- Edenthorpe
- Edlington
- Fenwick
- Finningley
- Fishlake
- Hampole
- Hatfield
- Hatfield Woodhouse
- Hayfield
- Hexthorpe
- Highfields
- Hickleton
- High Levels
- High Melton
- Hooton Pagnell Hyde Park
- Intake
- Kirk Sandall
- Lindholme
- Loversall
- Mexborough
- Micklebring
- Moorends
- Moss
- New Rossington
- Norton
- Rossington
- Scawsby
- Scawthorpe
- Skellow
- Sprotbrough
- Stainforth
- Stainton (South Yorkshire)
- Sykehouse
- Thorne
- Tickhill
- Toll Bar
- Town Moor
- Wadworth
- Warmsworth
- West Bessacarr
- Wheatley
- Wheatley Hills
- Woodlands

Le parrocchie sono:
- Adwick upon Dearne
- Armthorpe
- Askern
- Auckley
- Austerfield
- Barnburgh
- Barnby Dun with Kirk Sandall
- Bawtry
- Blaxton
- Braithwell
- Brodsworth
- Burghwallis
- Cadeby
- Cantley
- Clayton with Frickley
- Conisbrough Parks
- Denaby
- Edenthorpe
- Edlington
- Fenwick
- Finningley
- Fishlake
- Hampole
- Hatfield
- Hickleton
- High Melton
- Hooton Pagnell
- Kirk Bramwith
- Loversall
- Marr
- Moss
- Norton
- Owston
- Rossington
- Sprotbrough and Cusworth
- Stainforth
- Stainton
- Sykehouse
- Thorne
- Thorpe in Balne
- Tickhill
- Wadworth
- Warmsworth